# 中华黄河楼

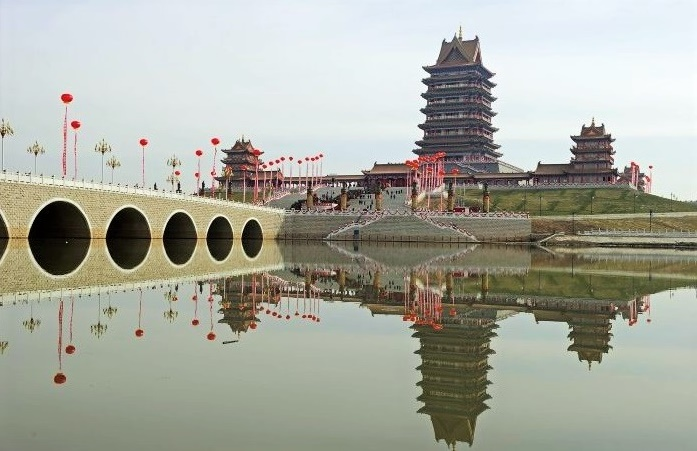
中华黄河楼

中华黄河楼是位于中国宁夏回族自治区青铜峡市的仿古建筑，建成于2012年，高108米，共9层。内设黄河中国历史文化展览馆、黄河宁夏历史文化展览馆、黄河印象展览馆、黄河文化演艺厅，展示黄河流域中华文明历史、黄河水利史、宁夏地方文化相关资料。中华黄河楼为混凝土框剪结构建筑，外挑檐为钢结构，斗拱采用铝镁合金制作，四周建有角楼。
中华黄河楼是宁夏回族自治区打造“沿黄旅游”的标志性建筑物，2012年建成时的宣传口号为“中华黄河第一楼”。黄河楼东侧为附属的黄河文化园，占地面积1636亩，共建有10个主题园区，包括黄河母亲园、文字园、忠义园、孝道园、诸子园、史学园、家道园、文学园、艺术园和黄河奇石园。